# Erich Peter Neumann
Erich Peter Neumann (* 14. Juli 1912 in Breslau; † 12. Juni 1973 in Bad Godesberg) war ein deutscher Journalist und Politiker.

## Leben
Aufgewachsen in Niederschlesien kam Neumann als Zwanzigjähriger nach Berlin, wo er noch 1932 für die Weltbühne schrieb. Nach Hitlers Machtergreifung und dem Verbot der Zeitschrift ging er zum Berliner Tageblatt. Zum 1. Mai 1937 trat er in die NSDAP ein (Mitgliedsnummer 4.316.797), wurde aber Juli 1941 wegen „Interessenlosigkeit und Beitragsrückständen“ ausgeschlossen. 1940 wechselte er als Chef vom Dienst (Ressortleiter für Innenpolitik) zur namhaften NS-Wochenzeitung Das Reich. Unter dem Pseudonym Hubert Neun schrieb er im März 1941 eine Reportage aus dem besetzten Warschau. Ab 1941 war er als Kriegsberichterstatter vor allem im Osten eingesetzt. 
Nach Kriegsende gründete er 1947 gemeinsam mit seiner Ehefrau Elisabeth Noelle-Neumann das „Institut für Demoskopie Allensbach“ am Bodensee. 1956 gehörte er zu den Mitbegründern der Zeitschrift Die Politische Meinung. Von 1961 bis 1965 gehörte er für die CDU dem Deutschen Bundestag an.

## Schriften
- Elisabeth Noelle-Neumann: Die Erinnerungen. Herbig, München, 2006, ISBN 3-7766-2485-X